# 赫曼維爾 (密西西比州)
赫曼維爾（英語：Hermanville）是位於美國密西西比州克萊本縣的普查規定居民點。

## 人口
根據2020年美國人口普查的數據，赫曼維爾的面積為8.03平方千米，當中陸地面積為8.01平方千米，而水域面積為0.02平方千米。當地共有人口692人，而人口密度為每平方千米86.18人。